# 酷刑聲請
酷刑聲請（英文：Torture claimant）是香港一種政治庇護的方式。酷刑聲請者聲稱在自己國家遭受政治迫害或受到酷刑，所以來到香港申請尋求政治庇護。香港的入境事務處（入境處）負責審核他們是否符合酷刑聲請的資格。如果聲請獲得確立，申請人就不會被遣返回國，入境處將轉介個案至聯合國難民署，由該署確認酷刑聲請人為難民，以及為獲確認為難民的人安排移居至第三國家。
保安局表示，聯合國《難民公約》從來未曾適用於香港，現時在香港因各種理由提出免遣返聲請要求不被遣返的非法入境者或逾期逗留人士，無論其聲請的結果如何，他們都不會被視為難民。即使他們的聲請獲得確立，他們亦不會在香港享有合法居留的權利。聲請被拒絕的人，必須盡快被遣返至原居地。
至2018年3月，尚未完成的酷刑聲請個案還有4,420宗，同時已有16,977宗酷刑聲請個案完成審核，其中獲確立酷刑聲請的有120宗，可見不足1%的個案能符合酷刑聲請資格。

## 酷刑聲請制度
以往酷刑聲請者在等待審訊期間，被容許從事有薪工作。這點被南亞裔及非洲裔人士視為在香港打工賺錢的途徑。有見及此，香港政府於2009年11月修訂入境條例，禁止所有非法入境者在香港從事僱傭工作，最高刑罰為罰款港幣5萬元及監禁3年。修訂後，新條例於2010年2月實施。

### 聲請人來源地
從2009年至2012年5月期間，香港入境事務處收到6,995宗新的酷刑聲請個案，加上1992年至2008年期間收到的4,574宗聲請，合計有11,569宗酷刑聲請。當中來自巴基斯坦的聲請人佔總數的30%，印度佔20%，印尼14%，孟加拉11%。

### 福利
酷刑聲請申請人在留港期間可獲香港特區政府透過非政府機構提供每月1,500港元住宿津貼、1,200元食物津貼（以食物卡形式發放）及200至400元交通津貼，以上是2015年迄今的資助金額，適用於成年人，總計每人每月可領取將近或超過3,000港元津貼。

### 審核
自2009年12月至2014年2月期間，香港入境處接獲4,969宗新的酷刑聲請，連同以前累積的6,395宗待審核個案，合計有11,364宗。入境處在同一期間決定22宗個案聲請確立，4,733宗不獲確立，另有4,108宗聲請被申請人撤回或無法跟進。至2014年5月，聲請被拒絕的4,733人中，只有1,535人已離開香港，其餘三千多人則因為再以酷刑以外的其它理由提出免遣返聲請、向法院提出司法覆核、因犯罪被囚禁等原因而仍然留港。
2016年11月30日，李家超表示截至十月底，尚待入境事務處審核的個案有10,700宗；另外，等候上訴的則有4,000宗，行政長官於2016年《施政報告》內提出全面檢討處理免遣返聲請的策略包括加強打擊偷運人蛇集團、加強針對打擊黑工及有關僱主的執法、加快遣返聲請被拒的人士等等措施，政府於五月修訂《入境（未獲授權進境者）令》，大幅增加偷運人蛇來港的刑罰。有關工作在近幾個月初見成效：2016年年頭十個月，非法入境者人數顯著下降，比去年同期少33%。

### 司法覆核
有酷刑聲請人就香港特區政府禁止他們在香港打工而向法院提出司法覆核，先後在高等法院原訟法庭及上訴法庭被判敗訴。原訴人再向終審法院提出上訴。2014年2月，香港終審法院5名法官一致裁定政府禁止酷刑聲請人在香港打工的規定不違反《香港人權法案條例》，裁定上訴人敗訴。

### 歷年酷刑聲請個案數目[3]
| 年份 | 每年新増酷刑聲請個案 | 每年已審核個案 | 尚未審核個案(多年累計) |
| ---- | -------------------- | -------------- | ---------------------- |
| 2010 | 1809                 | 214            | 6749                   |
| 2011 | 1432                 | 932            | 6447                   |
| 2012 | 1174                 | 1575           | 4892                   |
| 2013 | 491                  | 1813           | 2792                   |
| 2014 | 8851                 | 1047           | 9618                   |
| 2015 | 5053                 | 2339           | 10922                  |
| 2016 | 3838                 | 3218           | 9981                   |
| 2017 | 1843                 | 4182           | 5899                   |

## 酷刑聲請的濫用
不少酷刑聲請申請人在停留香港期間當非法勞工（黑工）或為非作歹，甚至加入黑社會，影響治安。他們即使在香港觸犯刑事罪行並被定罪，除非身為國際刑警要犯或指名的恐怖份子，否則也不會因此被遣返或被取消申請資格。
入境事務處助理處長（執法及酷刑聲請審理）馮伯豪指出，截至2013年7月底，共有12,634宗酷刑聲請，當中有10,464宗為被拘捕後才提出聲請，佔整體個案逾八成。當中約兩成聲請者是外傭，當中不少屬濫用個案，有聲請者更存心拖延審核過程，圖長期留港。馮伯豪補充，起初政府並無提供法律援助予聲請者，而聲請亦不設上訴，惟近年聲請程序逐步完善，至2009年政府推行新機制，向聲請人提供免費律師服務，亦設獨立委員會處理上訴。馮伯豪指出，入境事務處在2013年底將推出統一審核機制，有望可縮短處理個案的時間。
2009年11月至2015年上半年期間，有979名免遣返聲請人因為當黑工而被捕，3,783名免遣返聲請人涉及盜竊、毒品及毆打等罪行被捕。也有為了透過結婚入籍香港而騙財騙色的「難民」。
即使是合法來香港當家傭的外籍家庭傭工，從2009年至2011年期間，也新增1,521人提出酷刑聲請，然而直至2012年6月6日，該批個案未有任何一宗獲入境處確立。

## 治安問題
2012年，香港特區政府官員表示政府每年用於酷刑聲請的總開支超過3億港元。入境處在2015財政年度與審核聲請相關的預算開支超過6億4000萬港元。預計2016年度的開支將增至17億港元。另有意見認為港府審批難民資格時間過長，大量酷刑聲請申請人需滯留香港數年才獲審核，成為高開支之主因。 根據2016年中期人口統計的數字，非華裔人士占香港總人口8%，但占全港因干犯刑事罪行而被捕的人數14.1%，被捕的人數也較過往持續增加，以致香港報章有評論稱非華裔犯罪人士為「假難民兵團」。
有不法分子利用酷刑聲請政策組織偷渡活動或誘拐牟利。有偷渡集團招攬和安排孟加拉籍偷渡者進入香港，並協助他們提出酷刑聲請和安排他們在不同行業當黑工，而偷渡集團則向每人收費數千至數萬港元不等。
2016年3月，港區全國人大代表李少光表示，成千上萬主要來自南亞的「假難民」，百分之九十九以上聲請者與酷刑無關，而是假難民或經濟移民，他們以提出免遣返聲請方式跑路到港，香港府用於處理酷刑聲請的總開支，已由2012年的逾3億港元，激增至2016至2017年度預算的逾17億元，對香港的財政及治安構成沉重負擔，他又指出不少假難民在港為非作歹及加入黑社會。比如和勝和前首領「上海仔」郭永鴻就被譏為「南亞兵團之父」，包括專程派人到南亞國家「揀蟀」，訛稱香港有工做，收買政府官員為他們申請做難民，並在當地培訓他們成「爛頭蟀」為江湖賣命，再「一條龍」安排經內地偷渡來港。由於他們在自己國家普遍有犯罪前科，甚至曾效力於國際通緝犯、恐怖份子甚至聖戰組織，因此他們在香港三合會庇護下肆無忌憚犯案，包括貼街招恐嚇勒索、抹黑、走私軍火、販毒、性犯罪、貪污洗錢、盜竊、搶劫、綁架、殺人放火無惡不作，成為治安「毒瘤」。
2017年11月7日，屯门区议员葉文斌质疑社会福利署无咨询持份者就在屯门中央广场兴建难民中心，又指出當地的非华裔人士经常前往該难民中心领食物券，不断在屯门中央广场徘徊，该处有多间补习社，是人流较多的地方，而非华裔人士有随处便溺的卫生问题，更有不少女士表示非华裔人士目光不礼貌，令她们感不适。
屯门区议员古汉强表示，南亚人士在自己国家的每月入息甚至不及港府所给予的支援金额，故令难民涌入香港，而香港政府用17亿港元去接济假难民对纳税人非常不公平。
元朗一直是南亞假難民的「大本營」，當地居民文小姐表示，習慣每晚都沿附近村路跑步，卻經常被路邊聚集的南亞漢搭訕甚至調戲，他們以吹口哨召集同黨並刻意貼近她，企圖進行不道德行為，甫遭拒絕便會無差異地跟蹤其他目標，導致驚慌失措。她甚至曾被南亞漢尾隨，被嚇至直奔回家，她坦言在沒有人陪的情況下會及早歸家。
2017年頭10個月，有逾680名酷刑聲請者因涉及販毒及行劫等嚴重罪行被捕。

## 各方意見
香港特區政府於2009年11月提議修訂《入境條例》，堵塞非香港人利用酷刑聲請在香港打工賺錢的法律漏洞。當時公民黨立法會議員吳靄儀反對修改法例，認為新法例「針對酷刑聲請及尋求政治庇護者，有種族歧視及違反人權之嫌」。
2012年，立法會審議修訂《入境條例》時，公民黨的吳靄儀提出修訂，把申請人提交聲請表格及相關文件的時限大幅延長至90日，被政府反對。
自由黨青年團於2013年7月間向香港市民進行調查，顯示有74%受訪者擔心在香港申請酷刑聲請的難民數目會持續上升，76%受訪者反對政府以公帑接濟這些難民。
由於來自印度的酷刑聲請者人數有上升趨勢，2015年4月，自由黨要求當局考慮取消印度國民免簽證進入香港的安排，以遏止假難民湧入香港。
《東方日報》「正論」認為酷刑聲請人士已經「成為本港社會的治安毒瘤」，大量酷刑聲請者在香港干犯各種罪行，「所謂酷刑聲請人士其實大都同酷刑無關，與政治無關，其中百分之九十九以上都是假難民，來港旨在賺錢」。
民建聯認為，政府應全面檢討統一審核機制，並積極考慮採用海外地區的做法，制訂打擊假難民來港和防止統一審核機制被濫用的措施。
《星島日報》認為站在公眾角度，假難民問題對社會的影響日益明顯，有很多外國人以難民身分來港，有律師提供類似一條龍服務，由提出酷刑聲請、領取行街紙等，差不多一手包辦，情況有惡化趨勢，而反對打擊假難民的人不從真正的難題着眼，只從抽象理念不贊成加強規管，論述上是捨易取難。像這些影響民生的政策，受影響的人，尤其是街坊居民，受害甚深，咬牙切齒，同情的人則抽空認同，多數感覺疏離，兩者感受程度相差甚遠。
2017年11月，在一宗涉及巴基斯坦籍酷刑聲請者的案件中，法官指出其中一名巴基斯坦籍被告於2005年由巴基斯坦來港，是一名酷刑聲請申請者，2007年獲准以行街紙留港，等候審批酷刑聲請的結果。表示該被告濫用獲准留港的自由，在2009年至2013年留港期間，多次干犯藏毒及販毒等案件，最後一次於2013年9月判監13個月，於2015年3月出獄，惟出獄後僅半年又再犯案。
觀塘區議員葉興國指出南亞假難民在區內聚集，經常聯群結黨、惡形惡相，令街坊每天都擔驚受怕，「唔係歧視佢哋，但班南亞人好多都惡形惡相，街坊真係會驚，而且依家真係斬死人咁嚴重，警方要多啲巡！」。立法會議員葛珮帆則指出，不少南亞假難民來港目的是「搵快錢」，以往多數受僱於香港幫派，但現時全港已有數千名假難民，組成了不同幫派，為爭地盤「開片」時有發生，濫用免遣返聲請的南亞假難民，已在香港形成多股勢力，甚至結成幫派，犯罪情況愈來愈「離譜」，她促請政府盡快處理有關問題，並研究將觸犯刑事罪行的假難民遞解出境，又或設立非封閉式的收容中心，以限制假難民的活動。

## 酷刑聲請者的案件列表
| 時間                    | 經過 |
| ----------------------- | --- |
| 2013年6月               | 一名26歲來自印度的酷刑聲請者在重慶大廈的宿舍侵犯了一名來自中國大陸的女子。                                                                                               |
| 2015年                  | 香港警方的一連串拘捕行動共拘捕84名疑犯，搗破了一個在香港經營的販毒組織，大多數嫌疑犯被描述為“非洲人，主要來自岡比亞”，他們來香港尋求庇護。                               |
| 2017年2月13日           | 一名40歲非裔男子因從莫桑比克寄至香港的速遞郵件被發現藏毒，於元朗八鄉被捕，其間一度頑抗。                                                                                 |
| 2017年4月29日晚至5月2日 | 4月29日、5月1日、5月2日，在香港九龍發生大批南亞裔人士聚集對峙打架 |
| 2017年8月19日下午       | 一名索馬里籍的23歲酷刑聲請人在油麻地因沒有錢嫖妓，遂老羞成怒取生果刀在人來人往的廟街隨機砍人，一名巴基斯坦籍酷刑聲請人被斬傷。後來該名索馬里人被香港警員按地制服及拘捕。 |
| 2017年12月2日           | 一名32歲的非洲裔酷刑聲請者因速寄大麻，在元朗八鄉被捕。 |
| 2017年12月11日早上      | 一名21歲女子行經廟街時，目擊一名35歲非洲裔酷刑聲請人露體，警員接報到場調查後拘捕該名酷刑聲請人。                                                                         |

## 參看
- 香港的難民和尋求庇護者
- 歐洲移民危機
- 本土派 (香港)

## 延伸閱讀
- . （原始内容存档于2018-07-01）.東周網，2011-04-28
- . （原始内容存档于2018-07-01）.東方日報，2015-07-04
- . （原始内容存档于2018-07-01）.東方日報，2015-10-23
- 假難民無止境湧入港府考慮退出公約 （页面存档备份，存于），東方日報，2016-01-14
- 難民調查：「我不想被殺才逃來香港，卻在這裏以另一種形式死去」 （页面存档备份，存于），端傳媒，2016-05-23
- . （原始内容存档于2018-07-01）.東方日報，2017-11-29

## 外部連結
- 酷刑聲請上訴委員會 （页面存档备份，存于）